# ユッスー・ンドゥイ
- ユッスー・ンドイ

ユッスー・ンドゥイ（Youssou Ndoye, 1991年7月15日 - ）は、セネガル出身のバスケットボール選手。身長213cm、体重115kg。ポジションはパワーフォワード/センター。

## 経歴

### 若齢期・高校
セネガルで生まれ、メーン州のリー・アカデミーハイスクールで2年間プレーした。

### カレッジ・大学
2012年から2015年まで、セント・ボナヴェンチャー大学で4シーズンプレーし、2015年、オールアトランティック・ディビジョンのサードチームに選出された。
卒業後、NBAドラフト資格を得たが、指名されなかった。

### NBA・プロ
2015年、NBAサマーリーグにサンアントニオ・スパーズから参加し、7月26日、トレーニングキャンプ参加契約を結んだ。
2015年10月21日、スパーズはプレシーズンゲームを1試合残した時点で、トレーニングキャンプ契約のジマー・フレデッテ、ンドゥイ、キーファー・サイクス、デショーン・トーマスの4選手をウェイブした。
ルーキーシーズンは、サンアントニオ傘下のオースティンでプレーすべく、10月30日にDリーグのオースティン・スパーズと契約を結んだ。

## 脚註
1. ↑  “Youssou Ndoye bio”. 'GoBonnies.sbu.edu'. 2015年7月26日閲覧。
2. ↑  2014-15 Atlantic 10 Men's Basketball Awards
3. ↑  “Spurs Agree Upon Camp Deal With Youssou Ndoye”. RealGM. 2015年7月26日閲覧。
4. ↑  “Fredette, Ndoye, Sykes, and Thomas waived by Spurs”.   POUNDING THE ROCK (2015年10月21日). 2015年10月22日閲覧。
5. ↑  “AUSTIN SPURS ANNOUNCE 2015 RETURNING PLAYERS AND TRAINING CAMP INVITEES”. NBA.com (2015年10月30日). 2015年10月30日閲覧。